# Centralia (Illinois)
Centralia ist eine Stadt im Süden des US-amerikanischen Bundesstaates Illinois. Das Territorium der Stadt verteilt sich über vier Counties: Marion County, Clinton County, Washington County und Jefferson County. Das U.S. Census Bureau hat bei der Volkszählung 2020 eine Einwohnerzahl von 12.182 ermittelt. Die Stadt wurde 1856 an der Stelle gegründet, wo die zwei ursprünglichen Linien der Illinois Central Railroad zusammentrafen.
Zahlreiche bekannte Persönlichkeiten wurden in Centralia geboren, darunter David Blackwell (24. April 1919), Morris Huck (7. März 1937), James Brady (29. August 1940) und Gary Gaetti (19. August 1958). Die Stadt beherbergt auch das Kaskaskia College und ist Veranstaltungsort für ein jährliches Heißluftballon-Fest; die letzten Feste konnten etwa 40 Heißluftballons vorweisen.

## Geografie
Die Stadt erstreckt sich über eine Fläche von 19,2 km², die ausschließlich aus Landfläche besteht.
Centralia liegt 97 km östlich des Mississippi River, der zwischen den Städten St. Louis und East St. Louis die Grenze zwischen Illinois und Missouri bildet.
Centralia liegt an der Kreuzung mehrerer Bahnlinien. Durch die Stadt führt ferner der U.S. Highway 51, den im Stadtzentrum die Illinois State Route 161 kreuzt.
Illinois’ Hauptstadt Springfield liegt 176 km im Norden, Kentuckys größte Stadt Louisville 335 km im Osten, Tennessees Hauptstadt Nashville 412 km im Südosten und Memphis in Tennessee 453 km im Süden.

## Demografische Daten
Bei der Volkszählung im Jahre 2000 wurde eine Einwohnerzahl von 14.136 ermittelt. Diese verteilten sich auf 5.784 Haushalte in 3.568 Familien. Die Bevölkerungsdichte lag bei 727,7 pro km². Es gab 6.276 Gebäude, was einer Bebauungsdichte von 323,1 pro km² entsprach.
Die Bevölkerung bestand im Jahre 2000 aus 86,50 % Weißen, 10,34 % Afroamerikanern, 0,25 % Indianern, 0,73 % Asiaten und 0,47 % anderen. 1,71 % gaben an, von mindestens zwei dieser Gruppen abzustammen. 1,20 % der Bevölkerung bestand aus Hispanics, die verschiedenen der genannten Gruppen angehörten.
24,3 % waren unter 18 Jahren, 8,1 % zwischen 18 und 24, 25,9 % von 25 bis 44, 22,2 % von 45 bis 64 und 19,6 % 65 und älter. Das durchschnittliche Alter lag bei 40 Jahren. Auf 100 Frauen kamen statistisch 85,6 Männer, bei den über 18-Jährigen 80,5.
Das durchschnittliche Einkommen pro Haushalt betrug $31.905, das durchschnittliche Familieneinkommen $39.123. Das Einkommen der Männer lag durchschnittlich bei $30.511, das der Frauen bei $21.967. Das Pro-Kopf-Einkommen belief sich auf $17.174. Rund 11,2 % der Familien und 14,6 % der Gesamtbevölkerung lagen mit ihrem Einkommen unter der Armutsgrenze.

## Persönlichkeiten
- Ferdinand Ellerman (1869–1940), Astronom
- Robert Detweiler (1930–2003), Ruderer
- David Patrick (* 1960), Leichtathlet